# ألف آموس
ألف آموس (بالإنجليزية: Alf Amos)‏ (9 فبراير 1893 في المملكة المتحدة - 9 مارس 1964 بدونستابل في المملكة المتحدة) هو لاعب كرة قدم بريطاني (وحمل سابقاً جنسية المملكة المتحدة لبريطانيا العظمى وأيرلندا) في مركز نصف الجناح. لعب مع نادي برينتفورد ونادي ميلوول ونادي كينغستونيان وHitchin Town F.C. ‏.